# Segunda guerra berberisca
La segunda guerra berberisca (1815), también conocida como Guerra argelina, fue la segunda de las dos guerras berberiscas libradas entre los Estados Unidos de América y las ciudades semiautónomas del Norte de África de Argelia, Túnez y Trípoli, conocidas como la «Berbería». Trajo el final definitivo a la práctica estadounidense de pagar tributo a los estados piratas.
Luego de su victoria en la primera guerra berberisca (1801–1805), la atención de los Estados Unidos se había desviado hacia sus cada vez peores relaciones con el Reino Unido de Gran Bretaña e Irlanda, que culminarían en la llamada Guerra de 1812. Los Estados piratas aprovecharon esa oportunidad para volver a su vieja práctica de atacar buques mercantes estadounidenses en el mar Mediterráneo y tomar como prisioneros a sus tripulaciones y oficiales para obtener rescate. Incapacitados para comprometer recursos militares y voluntad política a la situación, los Estados Unidos volvieron tranquilamente a pagar rescate por los prisioneros.
La expulsión de naves norteamericanas del Mediterráneo durante la Guerra de 1812 por los británicos ayudó aún más a los estados piratas. El Dey de Argelia expulsó al general Tobias Lear, cónsul norteamericano, y declaró la guerra a los Estados Unidos por haber fallado en pagar sus tributos a tiempo. Al no haber buques estadounidenses en la región, el desafío no fue respondido.
Sin embargo, al concluir la guerra contra Gran Bretaña, los Estados Unidos pudieron concentrar la atención de nuevo sobre África del norte. El 3 de marzo de 1815, el Congreso de los Estados Unidos autorizó el despliegue de la fuerza naval contra Argel, y una fuerza de diez naves fue enviada bajo el mando de los comodoros Stephen Decatur Jr. y William Bainbridge, ambos veteranos de la primera guerra berberisca. La escuadrilla de Decatur salió para el Mediterráneo el 20 de mayo del mismo año. La fuerza de Bainbridge todavía estaba reuniéndose, y no zarpó hasta el 1 de julio, fallando por tanto las iniciativas militares y diplomáticas que Decatur, rápida y decisivamente, había llevado a cabo.
Poco después de salir de Gibraltar camino de Argel, la escuadrilla de Decatur encontró el buque insignia argelino Meshuda y, después de un duro enfrentamiento, lo capturó (batalla del cabo de Gata). No mucho después, la escuadrilla americana capturó además el bergantín argelino Estedio. La última semana de junio, la escuadrilla había alcanzado Argel y había iniciado negociaciones con el Dey. Persistentes demandas de compensación, mezcladas con amenazas de destrucción, consiguieron que el Dey capitulase. Decatur acordó devolver el Meshuda y el Estedio capturados, mientras que los argelinos entregaron a todos los cautivos norteamericanos (así como una gran parte de los europeos) junto con 10 000 dólares en pago por daños y perjuicios. El tratado garantizó el cese de la exigencia de más tributos y concedió a los Estados Unidos pleno derecho de navegación.
Poco después de haber partido Decatur rumbo a Túnez para forzar un acuerdo similar, el Dey repudió el tratado. El año siguiente, una flota anglo-holandesa, al mando del almirante británico Vizconde de Exmouth, castigó a la ciudad de Argel con un bombardeo de nueve horas. El ataque inmovilizó a la mayoría de las fuerzas corsarias del Dey y le forzó a firmar un segundo tratado que reafirmó las condiciones impuestas por Decatur. Además, el Dey acordó terminar con la práctica de esclavizar a cristianos. Argel y Túnez acabaron siendo colonias de Francia en 1830 y 1881, respectivamente, mientras que Trípoli volvió bajo control del Imperio otomano en 1835 hasta que fue colonia italiana en 1911. Los europeos gobernarían la zona hasta mediados del siglo XX.